# イル・ポルデノーネ
イル・ポルデノーネ(Il Pordenone) として知られる、ジョヴァンニ・アントニオ・ダ・ポルデノーネ（Giovanni Antonio da Pordenone、1484年頃 - 1539年1月14日）はイタリアの画家である。ジョルジョ・ヴァザーリは『画家・彫刻家・建築家列伝』 の中でイル・ポルデノーネをルネッサンス期のフリウーリ地方(イタリア北東部)で最大の画家と評している。

## 略歴
現在のイタリア、フリウリ＝ヴェネツィア・ジュリア州のポルデノーネで生まれた。通称の「イル・ポルデノーネ」は出身地に由来する。ヴァザーリの「列伝」によればヴェネツィアの画家、ジョルジョーネの影響を受けたとしているが、17世紀の美術史家のカルロ・リドルフィはフリウーリの画家、ペッレグリーノ・ダ・サンダニエーレ(Pellegrino da San Daniele:1467–1547)から影響を受けたとしている。初期には同時代の画家、アンドレア・マンテーニャと同じようにアルブレヒト・デューラーのようなフランドルやドイツの画家の影響もみられるとされる。1514年から1515年の間はローマで働き、ラファエロやミケランジェロの作品を見たと思われる。ウンブリアやヴェネツィアの貴族ダルヴィアーノ家の領地で活動した。1528年にはヴェネツィアの教会(Basilica dei Santi Giovanni e Paolo)の祭壇画の注文をティツィアーノ・ヴェチェッリオと競い、敗れた。1532年にはジェノヴァで働いた。仕事で訪れたフェラーラで没した。

## 作品

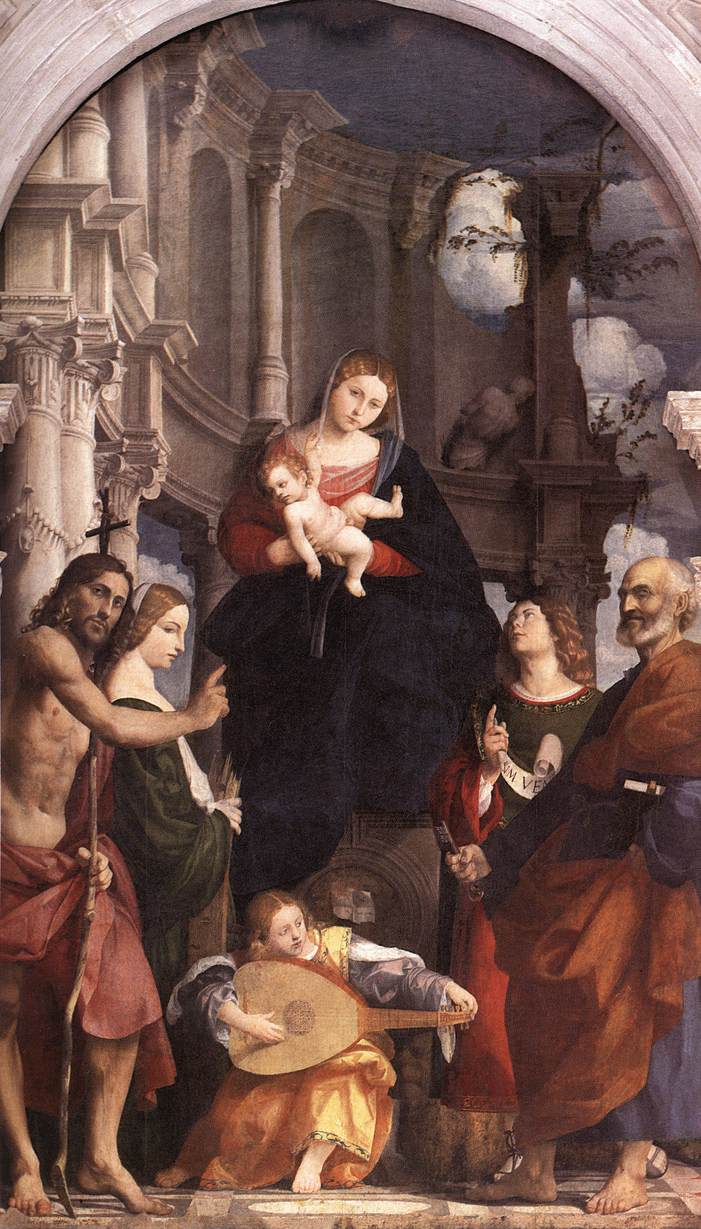
祝福される聖母子 (c.1525)、スゼガーナの教会蔵
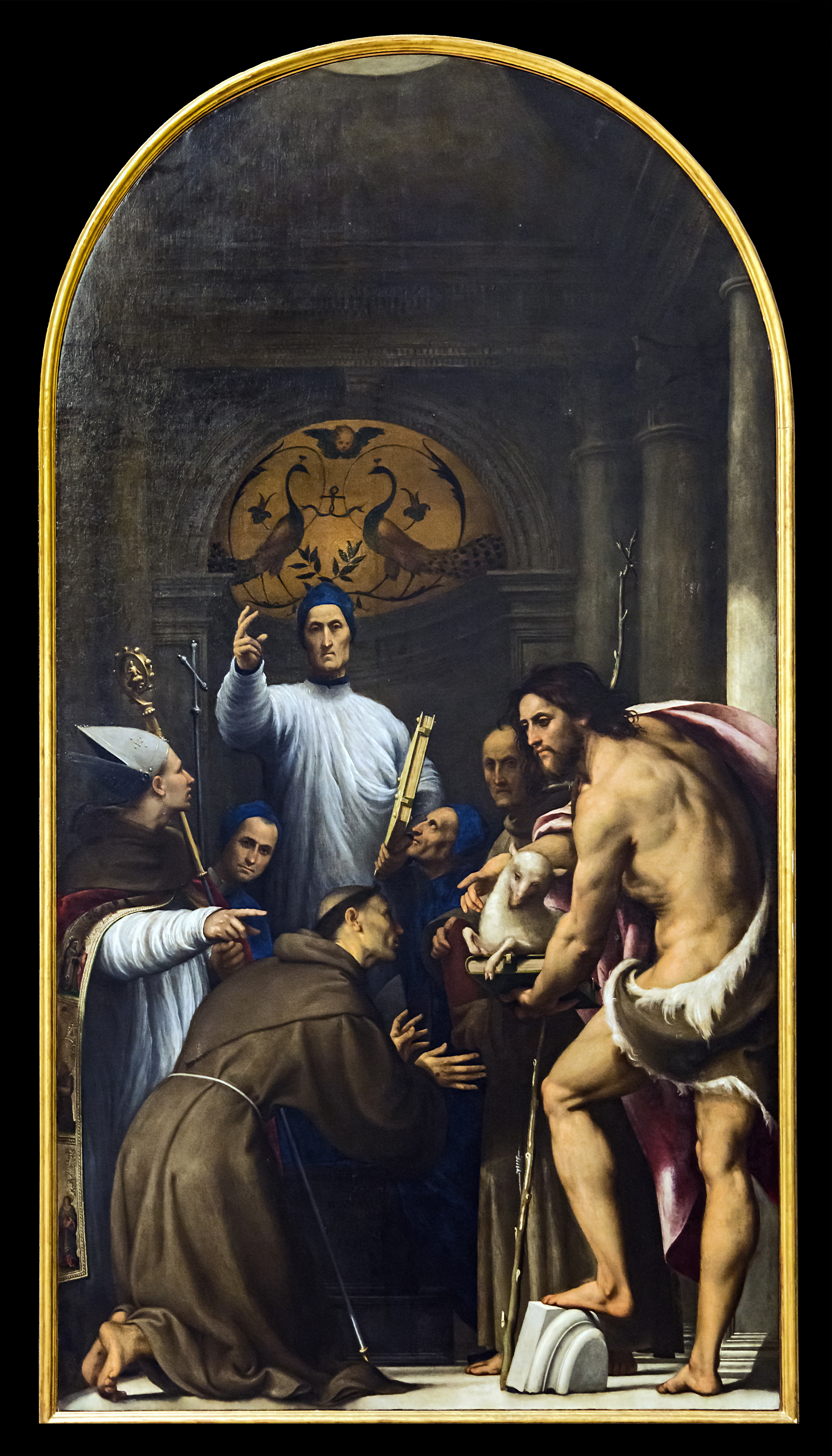
宗教画 (1532) アカデミア美術館 (ヴェネツィア)蔵
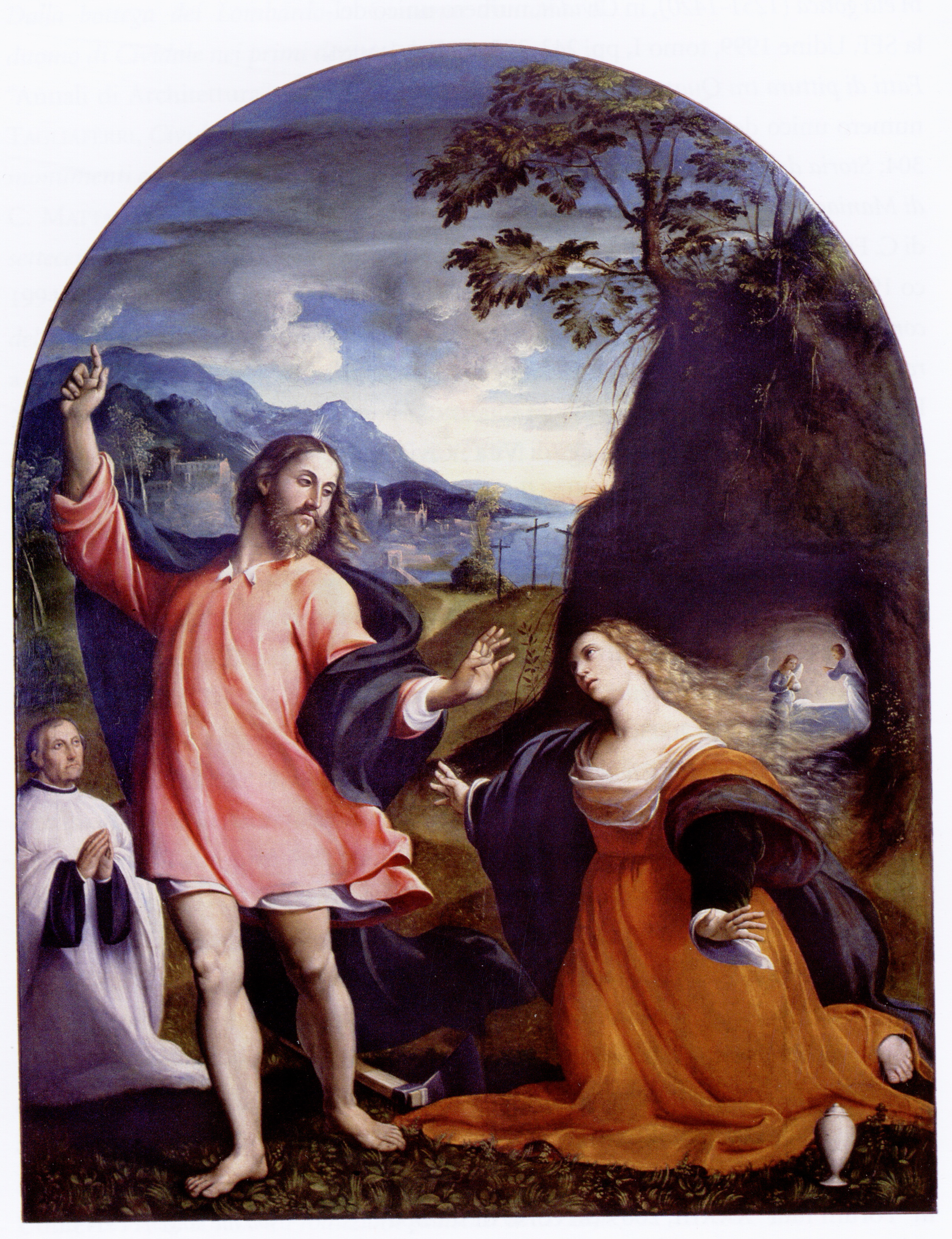
『ノリ・メ・タンゲレ』
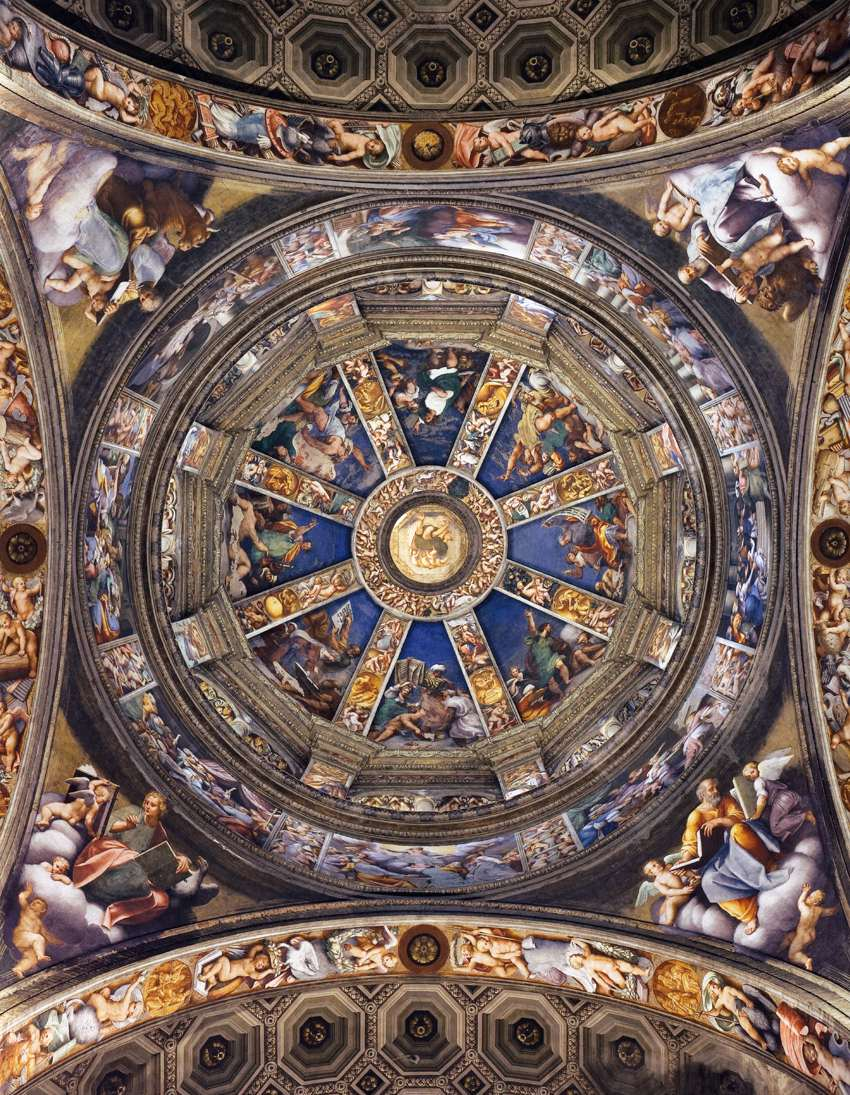
サンタ・マリア・ディ・カンパーニャ聖堂、天井画

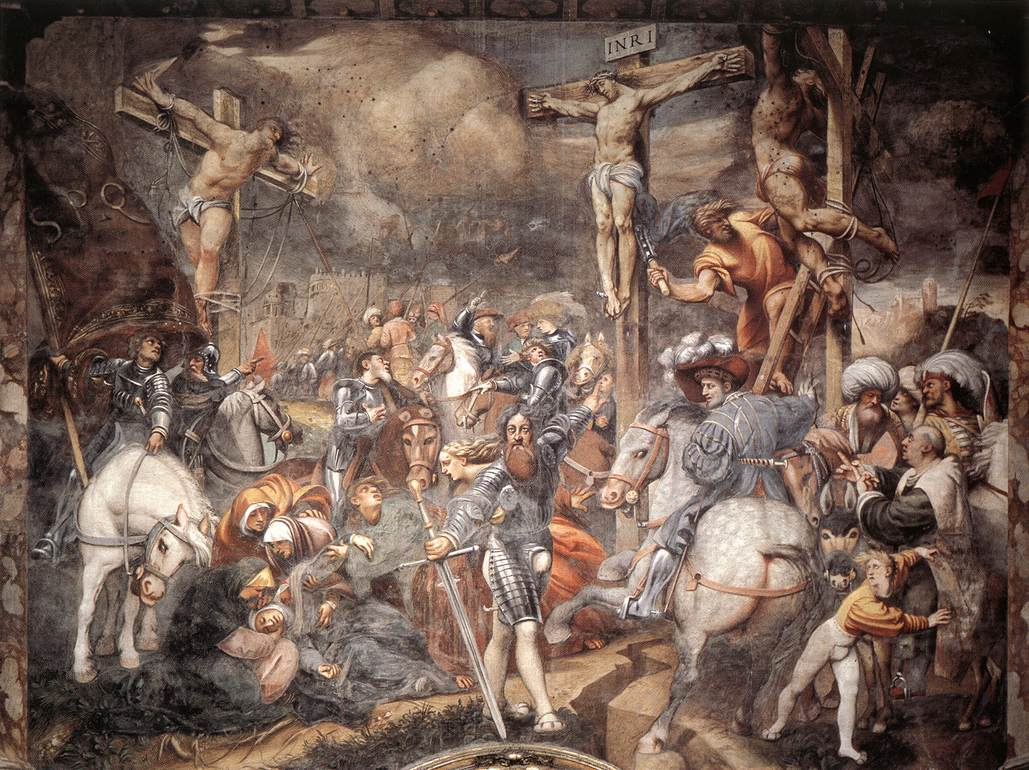
ゴルゴタ クレモナの聖堂
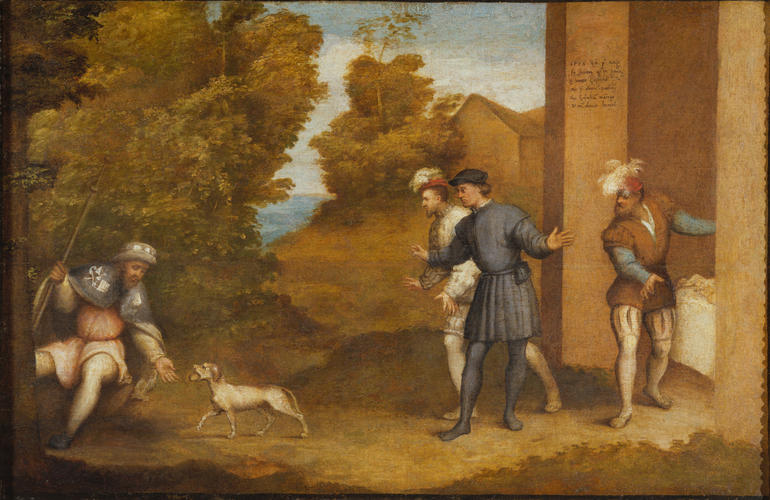
サン・ロッコと犬
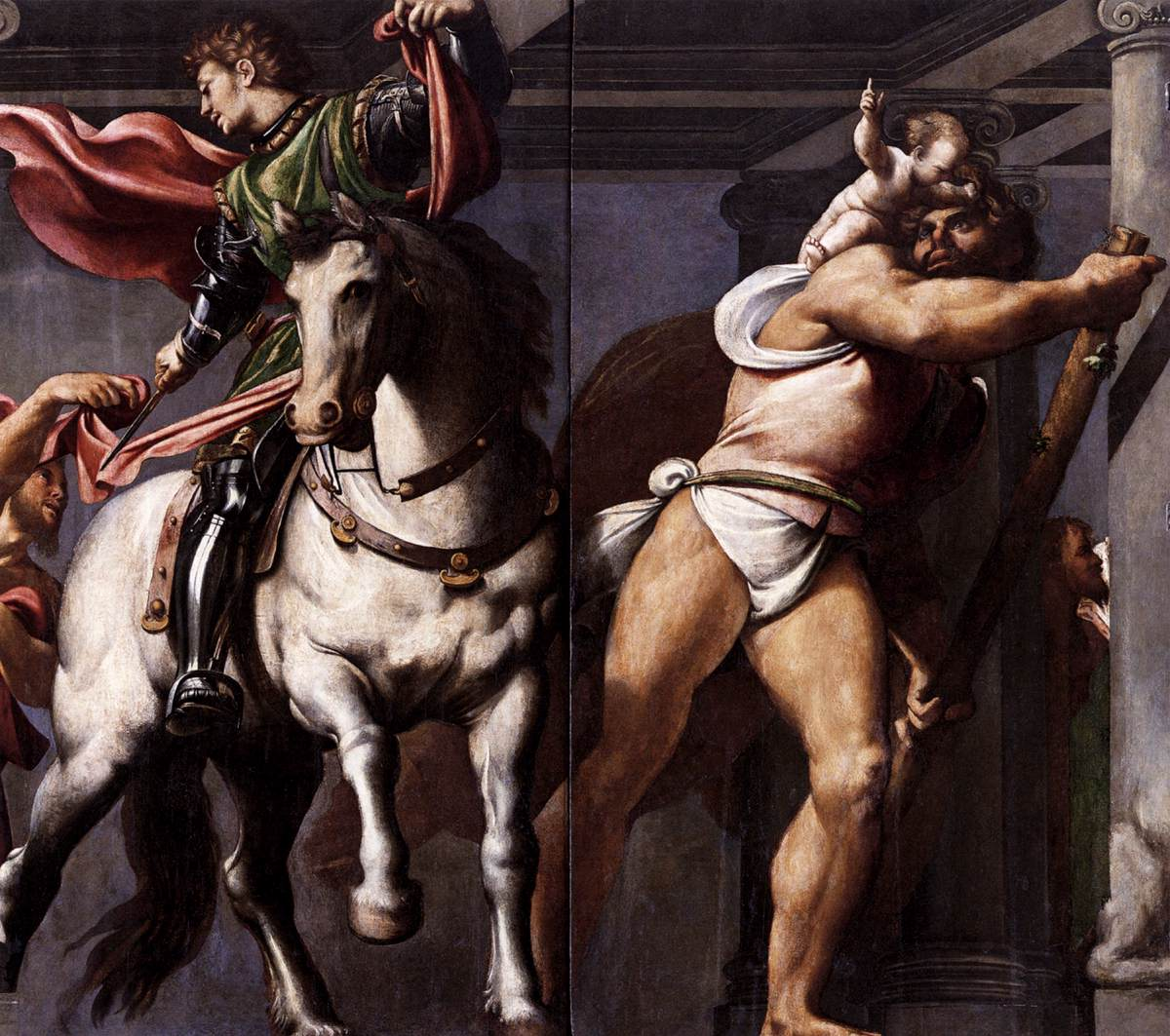